# Dienis Dienisow
Dienis Walerjewicz Dienisow, ros. Денис Валерьевич Денисов (ur. 31 grudnia 1981 w Charkowie) – rosyjski hokeista, reprezentant Rosji, działacz hokejowy.

## Kariera
- THK Twer (1996/1997)
- CSKA Moskwa (1997-2001)
- Krylja Sowietow Moskwa (2001-2002)
- Saławat Jułajew Ufa (2002-2003)
- Ak Bars Kazań (2003-2006)
- Awangard Omsk (2006-2008)
- Dinamo Moskwa (2008-2010)
- SKA Sankt Petersburg (2010-2012)
- CSKA Moskwa (2012-2017)
- Mietałłurg Magnitogorsk (2017-2018)

Urodzi się w Charkowie w Ukraińskiej SRR. Wychowanek THK Twer. W 2000 roku był draftowany do NHL przez Buffalo Sabres. Wystąpił w reprezentacji Rosji na Mistrzostwach Świata w 2005 roku. Od lipca 2012 roku zawodnik CSKA Moskwa. Od maja 2017 zawodnik Mietałłurga Magnitogorsk.
Uczestniczył w turniejach mistrzostw świata juniorów do lat 18 edycji 1999, mistrzostw świata juniorów do lat 20 edycji 2000, 2001, zimowej uniwersjady edycji 2001, mistrzostw świata w 2004, 2005, 2012, 2013, 2014.

## Kariera działacza
Podjął pracę działacza w CSKA Moskwa, w 2019 był zastępcą dyrektora sportowego, a w 2022 dyrektorem sportowym.

## Sukcesy
Reprezentacyjne
- Srebrny medal mistrzostw świata juniorów do lat 20: 2000
- Brązowy medal mistrzostw świata: 2005
- Złoty medal mistrzostw świata: 2005, 2012, 2014

Klubowe
- Złoty medal mistrzostw Rosji: 2006 z Ak Barsem Kazań
- Srebrny medal mistrzostw Rosji: 2009 z Dinamo Moskwa
- Puchar Spenglera: 2008 z Dinamo Moskwa
- Puchar Kontynentu: 2015 z CSKA Moskwa
- Brązowy medal mistrzostw Rosji: 2015 z CSKA Moskwa

Indywidualne
- KHL (2008/2009):
  - Drugie miejsce w klasyfikacji +/- w fazie play-off: +10
- KHL (2010/2011):
  - Czwarte miejsce w klasyfikacji +/- w fazie play-off: +9
- KHL (2011/2012):
  - Drugie miejsce w klasyfikacji +/- w sezonie zasadniczym: +29
- Mistrzostwa Świata w Hokeju na Lodzie 2013/Elita:
  - Piąte miejsce w klasyfikacji +/- turnieju: +8
- KHL (2013/2014):
  - Mecz Gwiazd KHL[6]
- KHL (2014/2015):
  - Najlepszy obrońca miesiąca - marzec 2015[7]
  - Czwarte miejsce w klasyfikacji +/- w fazie play-off: +10
- KHL (2015/2016):
  - Najlepszy obrońca miesiąca - marzec 2016[8]

Wyróżnienie
- Zasłużony Mistrz Sportu Rosji w hokeju na lodzie: 2012

Odznaczenie
- Order Honoru (2014)[9]